# Burosse-Mendousse
Burosse-Mendousse ist eine französische Gemeinde mit 81 Einwohnern (Stand 1. Januar 2022) im Département Pyrénées-Atlantiques in der Region Nouvelle-Aquitaine (vor 2016: Aquitanien). Die Gemeinde gehört zum Arrondissement Pau und zum Kanton Terres des Luys et Coteaux du Vic-Bilh (bis 2015: Kanton Garlin).

## Geographie
Burosse-Mendousse liegt circa 40 Kilometer nördlich von Pau auf Anhöhen oberhalb des Tals des Lées am nordöstlichen Rand des Départements in der historischen Provinz Béarn.
Umgeben wird der Ort von den Nachbargemeinden:
|                          | Mascaraàs-Haron                             | Saint-Jean-Poudge |
| Taron-Sadirac-Viellenave | Kompassrose, die auf Nachbargemeinden zeigt | Vialer            |
|                          | Lalongue Lannecaube                         |                   |

Burosse-Mendousse liegt im Einzugsgebiet des Flusses Adour. Einer seiner Zuflüsse, der hier Grand Lées genannt wird, markiert die westliche Gemeindegrenze zu Taron-Sadirac-Viellenave. Nebenflüsse des Lées, Ruisseau de Culay, Ruisseau Le Cayas und Ruisseau Le Baoulac, durchströmen das Gebiet der Gemeinde.

## Geschichte
Die Namensgebung der beiden Ortsteile lassen auf eine Besiedelung in der Bronzezeit oder Eisenzeit schließen. Die Endungen -ossum und -ossa stammen aus der Sprache der Bevölkerung vor dem gallischen Krieg in den Jahren 58 bis 51/50 v. Chr. Gleichwohl zeigt der Fund einer Bronzestatuette, die den römischen Gott Merkur darstellt, eine Ansiedelung auch in gallorömischer Zeit.
Erwähnungen von Burosse fanden sich unter den Formen Burossium im Jahre 1312 in den Urkunden der Vicomté von Béarn, Buroose im Jahre 1402 bei einer Volkszählung im Béarn und Burossa im Jahre 1540 in einer Manuskriptsammlung des Béarn. Mendousse wurden in den Schriften genannt unter den Formen Mendaosse (1286, Urkunden der Vicomté von Béarn), Mendeossa (13. Jahrhundert, fors de Béarn (Manuskript aus dem 14. Jahrhundert)), Bendaosse (1323, Urkunden der Vicomté von Béarn), Mendeosse (1385, Volkszählung im Béarn) und Mendosa (1538, Manuskriptsammlung des Béarn). Auf der Karte von Cassini 1750 sind die beiden Gemeinden Burosse und Mendousse mit der heutigen Namensgebung eingezeichnet.
In der Volkszählung von 1385 wurden in Burosse drei Haushalte gezählt und vermerkt, dass das Dorf in der Bailliage von Lembeye liegt.
Die Vereinigung der Gemeinden Burosse und Mendousse am 27. Juni 1842 erfolgte auf Anordnung des Königs Louis-Philippe I.

### Einwohnerentwicklung
Nach einem Höchststand von über 300 Einwohnern in der Mitte des 19. Jahrhunderts ist die Zahl bei kurzen Phasen der Stabilisierung in den 1880er Jahren, in den 1920er Jahren und am Ende der 1970er Jahre bis heute um insgesamt mehr als 80 % zurückgegangen.
| Jahr      | 1962 | 1968 | 1975 | 1982 | 1990 | 1999 | 2006 | 2009 | 2022 |
| --------- | ---- | ---- | ---- | ---- | ---- | ---- | ---- | ---- | ---- |
| Einwohner | 82   | 76   | 80   | 85   | 79   | 70   | 62   | 60   | 81   |

Ab 1962 offizielle Zahlen ohne Einwohner mit Zweitwohnsitz

## Sehenswürdigkeiten
- Kirche, gewidmet König Ludwig IX. von Frankreich, genannt Ludwig der Heilige oder Prud’homme. Nach der Vereinigung der beiden Gemeinden beschlossen die Bewohner, ein neues Gotteshaus für die neu gebildete Pfarrgemeinde zu bauen und vorher die bisherigen Ortskirchen abzureißen, um Baustoffe für das neue Gebäude zu gewinnen. Ein Stein in der neuen Kirche, auf das Jahr 1261 datiert, stammt wahrscheinlich von der ehemaligen Kirche in Burosse und lässt somit auf das mögliche Alter dieser ursprünglichen Kirche schließen. Das neue schiefergedeckte Gebäude wurde zwischen 1884 und 1887 errichtet und besteht aus einem Langhaus mit einem Kirchenschiff und ist mit einem Glockenturm zur Westseite abgeschlossen. Beide Eingänge stammen aus den ursprünglichen Kirchen.[7] Eines dieser romanischen Eingangsportale ist ein Rundbogen aus Natursteinen mit zwei Wölbungen, die mit Aufreihungen von kleinen Zylindern, Billettes genannt, geschmückt sind.[8] Außer zwei großen modernen Ölgemälden ist der schlichte Innenraum nur mit einem Kreuzweg ausgestattet. Die 14 Stationen werden in kleinen Bildern dargestellt, jeweils eingerahmt in Form einer Kapelle mit einem Kreuz an der Spitze.[9] Der Altar ist ein Steinsarg, der im 19. Jahrhundert auf dem Friedhof entdeckt wurde. Er stammt wahrscheinlich aus dem 12. oder 13. Jahrhundert. Allerdings fehlen jegliche Aufzeichnungen, die Auskunft über die Geschichte und Herkunft geben könnten.[10]

- Schloss von Burosse. Der Marquis de Gramont besaß im 13. Jahrhundert einen Herrensitz an dieser Stelle. 1540 gehörte das Schloss der Familie Ferrand, von 1650 bis zur Französischen Revolution den Lasalles. Der heutige Bau ist in seinen Ursprüngen am Anfang des 17. Jahrhunderts errichtet und im 18. sowie im 20. Jahrhundert umgestaltet worden.[11]

## Wirtschaft und Infrastruktur

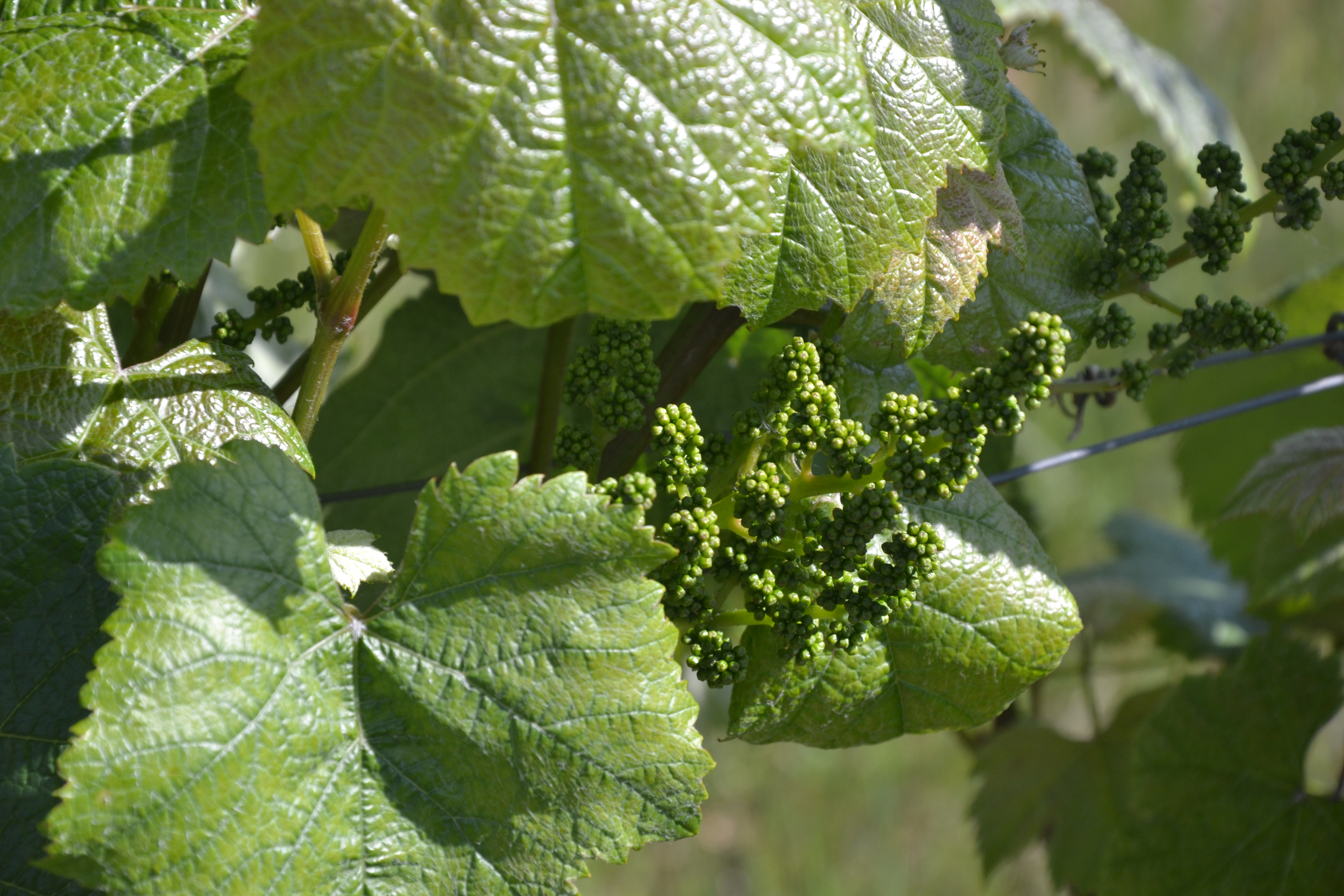
Weinrebe des Pacherenc du Vic-Bilh

Auf dem Gebiet der Gemeinde wird seit den 1970er Jahren Erdöl und Erdgas gefördert. Der Weinanbau ist jedoch auch heutzutage der wichtigste Wirtschaftsfaktor. Burosse-Mendousse liegt in den Zonen AOC der Weinanbaugebiete des Béarn, Madiran und Pacherenc du Vic-Bilh.

### Verkehr
Burosse-Mendousse wird durchquert von den Routes départementales 104 und 219.